# When the Pawn...
When the Pawn... é o segundo álbum da cantora americana Fiona Apple, lançado pela Epic Records nos Estados Unidos da América em 9 de Novembro de 1999.

## Antecedentes
O título do álbum é um poema escrito por Apple em turnê, após receber cartas negativas dos leitores sobre sua entrevista a Spin Magazine de Dezembro de 1997.

## Faixas
Todas as canções escritas por Fiona Apple.
1. "On the Bound" – 5:23
2. "To Your Love" – 3:40
3. "Limp" – 3:31
4. "Love Ridden" – 3:22
5. "Paper Bag" – 3:40
6. "A Mistake" – 4:58
7. "Fast as You Can" – 4:40
8. "The Way Things Are" – 4:18
9. "Get Gone" – 4:10
10. "I Know" – 4:57

## Desempenho nas tabelas musicais

### Posições
| Tabela musical (1999/2000)                     | Melhor posição |
| ---------------------------------------------- | -------------- |
| Austrália - ARIA Albums Chart                  | 54             |
| Estados Unidos - Billboard 200                 | 13             |
| Estados Unidos - Billboard Top Internet Albums | 1              |
| Reino Unido - UK Albums Chart                  | 46             |